# 奉化軍節度使
奉化军节度使，五代十国杨吴、南唐的节度使，治所在江州（今江西省九江市）。
顺义元年（921年）十月，在江州设立奉化军節度使，下辖江州一州。南唐沿置。宋太祖开宝八年（975年），宋朝灭南唐。北宋时江州为刺史州。宋高宗建炎元年（1127年），江州升定江军节度。

## 历任节度使
- 徐知诰（921年—922年）
- 徐知证（937年—940年）
- 周宗（940年—943年）
- 贾崇（946年—949年）
- 严续（949年—952年）
- 杜昌（952年）
- 皇甫晖（955年—956年）
- 柴克宏（956年）
- 孙汉威（958年）
- 何洙（960年—962年）
- 朱匡业（962年—965年）
- 柴克贞（965年）
- 李从谦（965年—974年）
- 胡则（974年）